# بهجت العطية
بهجت داود سلمان العطية، قائد عسكري سياسي عراقي، شغل منصب مدير الأمن العامة في العهد الملكي، وحاصل على لقب باشا بإرادة ملكية من الملك فيصل الأول. ولد في البصرة عام 1900م، وأكمل دراسته في ثانوية الشرطة في البصرة، وبعدها في الكلية العسكرية الملكية، وبعد تخرجه منها تدرج في المناصب الإدارية للشرطة حتى شغل منصب مديرا للشرطة في عام 1929 ثم انتقل لعدة ألوية في العراق.
عين عام 1946 في منصب مدير لقسم التحقيقات الجنائية، وكان مسؤولاً عن ملاحقة الشيوعيين والتنكيل بهم، وكان أول مدير للأمن العامة في العراق، وظل في منصبهِ حتى قيام ثورة 14 تموز 1958، وكان رفيق الدراسة للسياسي الشيوعي يوسف سلمان يوسف، المعروف بفهد الذي شغل منصب سكرتير الحزب الشيوعي العراقي فيما بعد، وكانت العلاقة بينهُ وبين فهد مستمرة عندما كان فهد في السجن، وكان بهجت العطية مديراً لذلك السجن، وجرت بينهما حوارات عديدة ونقاشات ليلية سجلت في مذكراتهِ، فعندما ألقي القبض على صديقه يوسف سلمان يوسف والذي كان يشغل منصب رئيس اللجنة المركزية للحزب الشيوعي، الذي سيصبح في المستقبل سكرتير الحزب، لم يكن أي أحد يعرف هذه الشخصية وما هو اسمه الحقيقي، أُدخل على بهجت فإذا بفهد يهتف بهجت وإذا ببهجت يقول يوسف، فاحتضنا بعضهما، وطلب لهُ قدحا من الشاي وأوصى أن يعاملوهُ معاملة جيدة.

## وفاته
بعد ثورة 14 تموز 1958 وسقوط النظام الملكي في العراق أعتقل بهجت العطية وحكم عليهِ بحكم الإعدام في محكمة الشعب برئاسة العقيد فاضل المهداوي، ونفذ حكم الإعدام في 20 سبتمبر/أيلول 1959، مع ثلاثة آخرين وهم وزير الداخلية في العهد الملكي سعيد قزاز، ومتصرف لواء بغداد عبد الجبار فهمي وعبد الجبار أيوب ،